# Karl Malden
Karl Malden (rođen kao Mladen George Sekulovic, Chicago, 22. ožujka 1912. – Los Angeles, 1. srpnja 2009.), američki je glumac srpsko-češkog podrijetla. Glumio je u preko 50 filmova među kojima su najslavniji Tramvaj zvan čežnja, Na dokovima New Yorka i Patton. U Beogradu je snimio film Suton.

## Životopis
Maldenov otac, Petar Sekulović napustio je rodnu Bileću u Bosni i Hercegovini i trbuhom za kruhom došao u Chicago, gdje je 1912. godine Mladen i rođen. Potječe iz skromne obitelji te odatle i njegova skromnost koju je uspio sačuvati usprkos slavi koju mu Hollywood donio. Njegova majka je bila Minnie Sekulovich, Čehinja zaposlena u tekstilnoj industriji. Bio je cijenjen u Hollywoodu, gotovo nikad prisutan u žutom tisku.
Rado je govorio o prošlosti i o svojem porijeklu: o tome da mu je otac obavljao težak posao u rudniku u gradu Garyju, u Indiani, a tako i on. I pored teškog rada njegov otac je osnovao najstarije pjevačko drustvo u Americi, zvano Sokol Grupa, Branko Radičević. Tako se i Mladen jos u obitelji upoznao s bosanskom kulturom i srpskim običajima u BiH.

## Karijera
Prve su mu uloge bile na srpskom jeziku. Zatim je poceo raditi u kazalištu. Proveo je tri godine u Goodman teatru u Chicagu a zatim dvadeset godina u New Yorku.
1952. godine, dobio je Oscara za ulogu Mitcha, u filmu Tramvaj zvan čežnja. Osim toga, nominiran za Oscara za ulogu u filmu Na dokovima New Yorka.
Stigao je u Kaliforniju 1960. godine. Ima dvije kćeri, Karlu i Milu. Pet godina je bio predsjednik Filmske akademije u Los Angelesu i osnovao je umjetničku biblioteku u Beverly Hillsu, koja je najveća u Americi.
Napisao je i knjigu When do I start koju je pisao uz pomoć svoje kćeri.

## Izabrana filmografija
- 1947. Poljubac smrti
- 1951. Tramvaj zvan čežnja
- 1953. Ispovijedam se
- 1954. Na dokovima New Yorka
- 1956. Baby Doll
- 1960. Pollyanna
- 1962. Kako je osvojen Zapad
- 1966. Nevada Smith
- 1970. Patton
- 1979. Meteor

## Vanjske poveznice
- Karl Malden u internetskoj bazi filmova IMDb-u (engl.)